# 샘 스카버
샘 스카버(Sam Scarber, 1949년 6월 24일 ~ )는 미국의 배우, 텔레비전 배우이다.
세인트루이스에서 태어났다.

## 영화
- 컷! (2014년)
- 사일런트 베넘 (2009년)
- 조지 부시 고즈 투 헤븐 (2006년) - 샘 역
- 다크 하트 (2006년)
- 사우스사이드 (2003년) - 플레처 형사 역
- 러브 앤 블릿 (2002년)
- 쉐이크다운 (2002년)
- 소울키퍼 (2001년)
- 이레이저 (1996년)
- 죽음의 워터프론트 (1995년)
- 로봇 워즈 (1993년)
- 바로워 (1991년)
- 공포의 그림자 (1990년)
- 죽음의 총성 (1989년)
- 영혼의 목걸이 (1989년)
- 어게인스트 (1984년)
- 탐정수첩 (1983년)
- 카리브해의 비밀 (1983년)
- 치어스 (1982년)
- 꿈꾸는 낙원 (1978년)